# Clemente Palacios
Clemente Palacios Santos (Carepa, Antioquia, Colombia; 24 de octubre de 1993) es un futbolista colombiano. Juega de delantero.
Su hermana Eliecith Palacios es atleta y compitió en los 100 metros planos en los Juegos Olímpicos Río 2016.

## Clubes
| Club                       | País     | Año         |
| -------------------------- | -------- | ----------- |
| Once Caldas                | Colombia | 2012 - 2014 |
| Patriotas Boyacá           | Colombia | 2014        |
| Barranquilla F. C.         | Colombia | 2015 - 2016 |
| Atlético Junior            | Colombia | 2016        |
| Alianza Petrolera (Cesión) | Colombia | 2017        |